# Olympische Sommerspiele 2020/Gewichtheben – Leichtgewicht (Männer)
Das Gewichtheben der Männer in der Klasse bis 73 kg (Leichtgewicht) bei den Olympischen Sommerspielen 2020 in Tokio fand am 28. Juli 2021 im Tokyo International Forum statt. Es traten 14 Athleten aus 14 Ländern an.
Der Wettkampf bestand aus zwei Teilen: Reißen (Snatch) und Stoßen (Clean and Jerk). Die Athleten traten in zwei Gruppen zuerst im Reißen an, bei dem sie drei Versuche hatten. Gewichtheber ohne gültigen Versuch schieden aus. Im Stoßen hatte wieder jeder Athlet drei Versuche. Der Athlet mit dem höchsten zusammenaddierten Gewicht gewann. Im Falle eines Gleichstandes gab das geringere Körpergewicht den Ausschlag.

## Titelträger
| Weltmeister     | Reißen    | Shi Zhiyong | 166 kg | WM 2019 in Pattaya     |
| Weltmeister     | Stoßen    | Shi Zhiyong | 197 kg | WM 2019 in Pattaya     |
| Weltmeister     | Zweikampf | Shi Zhiyong | 363 kg | WM 2019 in Pattaya     |
| Olympiasieger * | Zweikampf | Shi Zhiyong | 352 kg | 2016 in Rio de Janeiro |

## Rekorde

### Bestehende Rekorde
| Weltrekord | Reißen    | Shi Zhiyong | 169 kg | Tashkent, Usbekistan | 20. April 2021     |
| Weltrekord | Stoßen    | Shi Zhiyong | 198 kg | Tianjin, China       | 10. Dezember 2019  |
| Weltrekord | Zweikampf | Shi Zhiyong | 363 kg | Pattaya, Thailand    | 21. September 2019 |

Das Gewichtheben der Männer fand bisher bei keinen Olympischen Sommerspielen in der Gewichtsklasse bis 73 kg statt. Daher gab es vor den Spielen in Tokio noch keine olympischen Rekorde in dieser Klasse.

### Neue Rekorde
| Weltrekord         | Zweikampf | Shi Zhiyong | 364 kg | Tokio, Japan | 28. Juli 2021 |
| Olympischer Rekord | Reißen    | Shi Zhiyong | 166 kg | Tokio, Japan | 28. Juli 2021 |
| Olympischer Rekord | Stoßen    | Shi Zhiyong | 198 kg | Tokio, Japan | 28. Juli 2021 |
| Olympischer Rekord | Zweikampf | Shi Zhiyong | 364 kg | Tokio, Japan | 28. Juli 2021 |

## Zeitplan
- Gruppe B: 28. Juli 2021, 13:50 Uhr (Ortszeit)
- Gruppe A: 28. Juli 2021, 19:50 Uhr (Ortszeit)

## Endergebnis
| Rang | Athlet                | Nation             | Gr. | Kgw.  | Reißen (kg) | Reißen (kg) | Reißen (kg) | Reißen (kg) | Stoßen (kg) | Stoßen (kg) | Stoßen (kg) | Stoßen (kg) | Zweikampf |
| Rang | Athlet                | Nation             | Gr. | Kgw.  | 1           | 2           | 3           | Gesamt      | 1           | 2           | 3           | Gesamt      | Zweikampf |
| ---- | --------------------- | ------------------ | --- | ----- | ----------- | ----------- | ----------- | ----------- | ----------- | ----------- | ----------- | ----------- | --------- |
| 1    | Shi Zhiyong           | China              | A   | 72,85 | 158         | 163         | 166         | 166         | 188         | 192         | 198         | 198         | 364       |
| 2    | Julio Mayora          | Venezuela          | A   | 72,60 | 150         | 154         | 156         | 156         | 186         | 190         | 199         | 190         | 346       |
| 3    | Rahmat Erwin Abdullah | Indonesien         | B   | 72,45 | 142         | 147         | 152         | 152         | 180         | 190         | 190         | 190         | 342       |
| 4    | Briken Calja          | Albanien           | A   | 72,85 | 151         | 151         | 155         | 151         | 184         | 188         | 190         | 190         | 341       |
| 5    | Boschidar Andreew     | Bulgarien          | A   | 72,75 | 150         | 154         | 154         | 154         | 184         | 189         | 190         | 184         | 338       |
| 6    | Karem Ben Hnia        | Tunesien           | A   | 72,80 | 148         | 151         | 153         | 153         | 185         | 190         | 190         | 185         | 338       |
| 7    | Masanori Miyamoto     | Japan              | A   | 72,80 | 143         | 147         | 151         | 147         | 183         | 188         | 196         | 188         | 335       |
| 8    | Marin Robu            | Moldau             | A   | 72,95 | 150         | 155         | 159         | 155         | 175         | 182         | 182         | 175         | 330       |
| 9    | Clarence Cummings     | Vereinigte Staaten | A   | 72,90 | 145         | 145         | 150         | 145         | 180         | 190         | 198         | 180         | 325       |
| 10   | David Sánchez         | Spanien            | A   | 72,90 | 142         | 146         | 150         | 146         | 177         | 177         | 180         | 177         | 323       |
| 11   | Jorge Cárdenas        | Mexiko             | B   | 72,65 | 140         | 140         | 145         | 145         | 170         | 175         | 175         | 175         | 320       |
| 12   | Mahmoud Al-Humayd     | Saudi-Arabien      | B   | 72,50 | 135         | 141         | 145         | 141         | 165         | 175         | —           | 165         | 306       |
| 13   | Brandon Wakeling      | Australien         | B   | 72,40 | 115         | 120         | 125         | 125         | 158         | 162         | 166         | 166         | 291       |
| 14   | Abderrahim Moum       | Marokko            | B   | 71,95 | 120         | 127         | 127         | 127         | 142         | 142         | 151         | 151         | 278       |